# Ankale, Hukeri
Ankale là một làng thuộc tehsil Hukeri, huyện Belgaum, bang Karnataka, Ấn Độ.